# Bozner Chronik

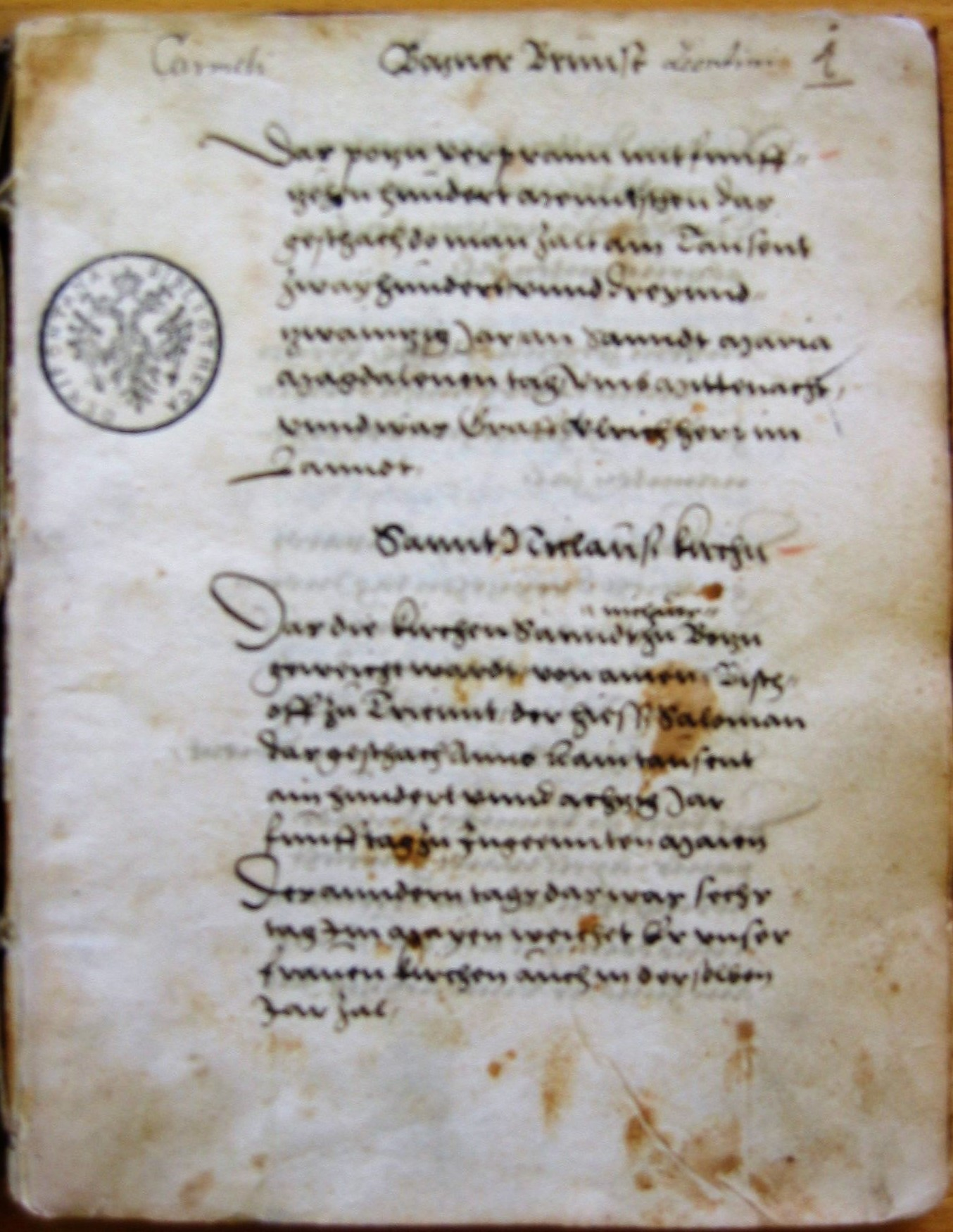
La copia cinquecentesca conservata presso la Biblioteca Universitaria di Innsbruck, cod. 502, fol. 1r

La cosiddetta Bozner Chronik (cronaca di Bolzano) è una cronaca tardomedievale di tipo annalistico, redatta in lingua tedesca, che narra succintamente i maggiori eventi storici e le catastrofi naturali più rilevanti della zona di Bolzano e del suo circondario, redatta da mano ignota presumibilmente a Bolzano nella prima metà del Trecento.
La cronaca comprende un periodo che spazia dal 1018 al 1335 (risp. 1366) e elenca fatti degni di nota in modo cronologico, per esempio la riconsacrazione di diverse chiese e cappelle della zona bolzanina nel 1180 ad opera del vescovo di Trento Salomone nel contesto della fondazione del borgo mercantile di Bolzano nel tardo periodo svevo. La cronaca registra anche eventi di forza maggiore quali una piaga di ortotteri che infestò Bolzano e l'Oltradige nel 1338, nonché un violento terremoto nel 1348.

## Manoscritti
- Tiroler Landesmuseum Ferdinandeum (Innsbruck), Dipauliana 612/I (1335-1366)[3]
- Universitäts- und Landesbibliothek Tirol (Innsbruck), cod. 502 (primo Cinquecento)
- Archivio Provinciale di Bolzano, archivio Trostburg, senza segn.